# Metalimnobia zetterstedti
Metalimnobia zetterstedti är en tvåvingeart som först beskrevs av Bo Tjeder 1968.  Metalimnobia zetterstedti ingår i släktet Metalimnobia och familjen småharkrankar. Arten är reproducerande i Sverige. Inga underarter finns listade i Catalogue of Life.